# دوسن ووكر
دوسن ووكر (بالإنجليزية: Dawson Walker)‏ هو لاعب كرة قدم ومدرب كرة قدم بريطاني، ولد في 14 مارس 1916 في دندي في المملكة المتحدة، وتوفي في 17 أغسطس 1973.

## وصلات خارجية
- دوسن ووكر على موقع عالم كرة القدم.نت (الإنجليزية)